# Igreja de Nossa Senhora da Oliveira (Giões)
A Igreja de Nossa Senhora da Oliveira em Giões, Alcoutim, situa-se no monte Clarines. É um antigo templo visigótico de origem tardo-medieval. Apresenta materiais góticos, nomeadamente pilastras com motivos geométricos, incorporados na sua parede exterior junto à porta no lado direito.

## História
Segundo a tradição, a Ermida de Nossa Senhora da Oliveira, esteve ligada à aparição da Virgem sobre uma oliveira que, por esse motivo, teria poderes curativos. Dizia-se que quem visitava o lugar e colocava a cabeça dentro de uma concavidade da árvore curava as enxaquecas. Foi local de romaria e os peregrinos chegavam a tirar pedaços do tronco da oliveira.